# Jungermannia subulata
Jungermannia subulata ist eine Lebermoos-Art aus der Familie Jungermanniaceae. Deutsche Namen sind Pfriemen-Jungermannmoos oder Pfriemliches Jungermannmoos.
Nach der 2020 veröffentlichten „An annotated checklist of bryophytes of Europe, Macaronesia and Cyprus“ heißt die Art nunmehr Liochlaena subulata (A. Evans) Schljakov. Die Gattung Liochlaena Nees ist der Familie Jungermanniaceae zugeordnet.

## Merkmale
Jungermannia subulata ist nahe verwandt mit Jungermannia leiantha. Sie bildet hell- bis grasgrüne, manchmal rötlichbraune lockere Rasen. Die Pflanzen und die Blätter sind der genannten Art sehr ähnlich. Im Gegensatz zu Jungermannia leiantha weisen die Pflanzen regelmäßig arttypische, aufsteigende, nur schuppenartig beblätterte, Brutkörper tragende Triebe auf. Die Geschlechterverteilung ist diözisch. Sporogone sind zumindest aus Österreich unbekannt.

## Standortansprüche und Verbreitung
Das Moos wächst in luftfeuchten Schluchtwäldern auf feucht-schattigem Silikatgestein, weiters auf Totholz, selten auf Humus oder lehmigen Erdrainen. Die Wuchsorte befinden sich in submontanen und montanen Höhenlagen, zirka von 400 bis 1200 Metern Höhe.
In Österreich kommt die Art nur im östlichen Teil vor, etwa von Kärnten und Oberösterreich an, hier ist sie in den Nord-, Zentral- und Südalpen, im Klagenfurter Becken und im südöstlichen Vorland zerstreut bis selten. Im westlichen Österreich fehlt sie, ebenso fehlt sie in der Schweiz. In Deutschland gibt es nur wenige Funde.
Weltweit werden Vorkommen angegeben aus Zentral- und Osteuropa, im Norden aus Schweden, weitere aus dem Kaukasus, aus Teilen Asiens, aus Nordamerika und Hawaii.